# رشاد (اسم)
رشاد اسم علم مذكر عربي الأصل، ويعني الإدراك والوعي، والهدى والاستقامة والهداية على طريق الحق، وإصابة وجه الأمر والطريق الصحيح. وهو عكس الغي والظلال.

## أشخاص
- رشاد أبو شاور
- رشاد برمدا
- رشاد بن محمود فرعون
- رشاد خليفة
- رشاد رشدي
- رشاد عثمان
- رشاد كوكش
- رشاد محمد العليمي
- رشاد مراد
- رشاد مهنا
- رشاد نوري كنتكين

## نبات
يوجد جنس نباتي يسمى رشاد (جنس) والتي تندرج ضمن أنواعه العديد من النباتات من ضمنها: 
- رشاد مزروع
- رشاد عريض الأوراق
- رشاد دقيق
- رشاد كثيف الزهرة